# Трећа призренска лига
Трећа призренска лига је војно-политичко удружење које је 1946. године у Сједињеним Америчким Државама основала група грађана албанске националности. Као и претходне две призренске лиге, и ова је имала циљ стварање Велике Албаније.
Друга призренска лига се комбинованом пропагандно-диверзантском борбом борила за стварање Велике Албаније. У ову борбу се укључила и Албанија после конфронтације СФРЈ са Коминтерном и СССР-ом 1948. године, која је под окриљем марксизма-лењинизма заступала интересе великоалбанског национализма и хегемонизма. Овакво идеолошко покриће борбе за Велику Албанију је посебно било присутно после сукоба Албаније и СССР и ослањања Албаније на Кину у вођењу спољне политике 1961. године. Из Албаније су на територију СФРЈ убациване диверзантско-терористичке групе које су убијале граничаре ЈНА, државне службенике и спроводиле терор над српским становништвом Косова и Метохије. Оружје које је из Албаније убацивано на територију Косова и Метохије је представљало опасност од оружаних побуна Албанаца. Због тога је дошло до акције насилног прикупљања оружја у периоду од краја 1954. до средине 1957. године. Ова акција која је грубо спровођена и прелазила у терор над албанским становништвом које је било све бројније између осталог и због великог прилива Албанаца који су из Албаније долазили на Косово и Метохију као политички емигранти.